# Виланова Сант'Антонио (Венеција)
Виланова Сант'Антонио је насеље у Италији у округу Венеција, региону Венето.
Према процени из 2011. у насељу је живело 315 становника. Насеље се налази на надморској висини од 5 м.